# Teoria emocji Plutchika
Teoria emocji Plutchika. W latach 1960–1980 amerykański psycholog Robert Plutchik opracował teorię emocji, w której zaproponował istnienie ośmiu podstawowych emocji, ewolucyjnie naturalnie rozwiniętych. Emocje te są wrodzone i bezpośrednio odnoszą się do zachowań adaptacyjnych, które mają na celu pomoc w przetrwaniu. Z nich wynikają wszystkie inne emocje.

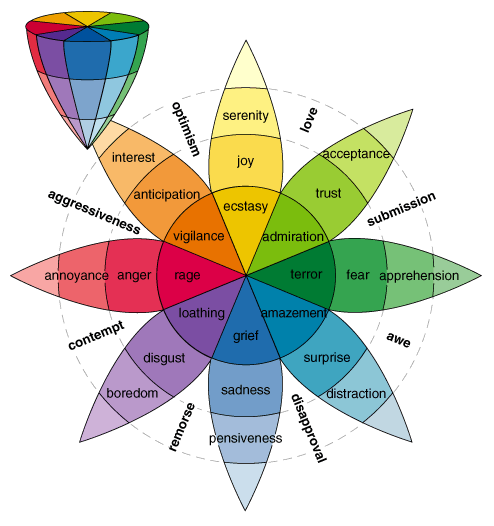
Koło emocji Plutchika

## Podstawowa idea
Główną sugestią Plutchika jest fakt, że możemy przeżywać mieszaninę pierwotnych emocji. Polega to na łączeniu poszczególnych emocji w jedność, tworząc bardziej złożone emocje. Łączenie to doprowadza do stworzenia kombinacji odpowiedzialnych za konkretne przeżycia.

### Koło emocji Plutchika
Trójwymiarowy diagram Plutchika opisuje relacje między różnymi emocjami, analogicznymi do kolorów na kole. Wymiar pionowy reprezentuje intensywność, a koło poziome reprezentuje stopień podobieństwa. Emocje przeciwległe na kole są emocjami przeciwnymi. Według Plutchika nie możemy doświadczać ich w tym samym czasie. W dwuwymiarowym rzucie diagramu, emocje w pustych przestrzeniach tworzą podstawowe diady, które są mieszaniną dwóch podstawowych emocji.

## Dziesięć postulatów
Plutchik opisuje swoje główne założenia w dziesięciu postulatach:
1. Pojęcie emocji ma zastosowanie na wszystkich poziomach ewolucji i podobnie jak do ludzi, odnosi się też do zwierząt.
2. Emocje mają ewolucyjne podłoże i u różnych gatunków rozwinęły różne formy ekspresji.
3. Emocje pełnią rolę adaptacyjną, pomagając organizmom przetrwać zagrożenia stwarzane przez środowisko.
4. Pomimo różnic w formach wyrażania emocji u różnych gatunków, można zidentyfikować pewne wspólne elementy oraz ogólne wzorce.
5. Istnieje niewielka liczba podstawowych, pierwotnych emocji stanowiących pewien prototyp
6. Wszystkie inne emocje są stanami pochodnymi, występują jako kombinacje, mieszaniny lub związki podstawowych emocji.
7. Pierwotne emocje są to hipotetyczne konstrukty, swojego rodzaju stany idealne, których właściwości i cechy są wnioskowane bezpośrednio.
8. Pierwotne emocje mogą być scharakteryzowane w postaci par biegunowych przeciwieństw.
9. Wszystkie emocje różnią się pod względem stopnia podobieństwa do siebie nawzajem.
10. Każda emocja może występować w różnym stopniu natężenia i na różnym poziomie pobudzenia.

## Kombinacje i przeciwieństwa
Emocje w pewien sposób sąsiadujące na diagramie, gdy są odczuwane jednocześnie, mogą być połączone w nowe emocje. Mieszanina dwóch dowolnych pierwotnych emocji jest nazywana przez Plutchika diadą. Na przykład, diada radości i zaufania to miłość. Diady z przeciwstawnych emocji nie mogą zostać utworzone, gdyż zachodzi między nimi konflikt.
| Podstawowe diady (często odczuwalne) | Drugorzędne diady (czasami odczuwalne) | Trzeciorzędne diady (rzadziej odczuwalne) | Przeciwieństwa                        |
| ------------------------------------ | -------------------------------------- | ----------------------------------------- | ------------------------------------- |
| radość + zaufanie → miłość           | radość + strach → poczucie winy        | radość + zaskoczenie → zachwyt            | radość + smutek → konflikt            |
| zaufanie + strach → uległość         | zaufanie + zaskoczenie → ciekawość     | zaufanie + smutek → sentymentalizm        | zaufanie + wstręt → konflikt,         |
| strach + zaskoczenie → poruszenie    | strach + smutek → rozpacz              | strach + wstręt → wstyd                   | strach + gniew → konflikt             |
| zaskoczenie + smutek → rozczarowanie | zaskoczenie + wstręt → szok            | zaskoczenie + gniew → oburzenie           | zaskoczenie + przeczuwanie → konflikt |
| smutek + wstręt → żal                | smutek + gniew → cierpienie            | smutek + przeczuwanie → pesymizm          | -                                     |
| wstręt + gniew → pogarda             | wstręt + przeczuwanie → cynizm         | wstręt + radość → patologia               | -                                     |
| gniew + przeczuwanie → agresja       | gniew + radość → duma                  | gniew + zaufanie → dominacja              | -                                     |
| przeczuwanie + radość → optymizm     | przeczuwanie + zaufanie → fatalizm     | przeczuwanie + strach → lęk               | -                                     |

## Znaczenie emocji w kwestiach przetrwania
Różne wydarzenia, przechodząc w mózgu przez proces rozpoznawania, uruchamiają adekwatne im emocje. Z kolei emocje te powodują konkretne działania pasujące do bodźca wydarzenia. Zachowanie to jest wielką ewolucyjną korzyścią.
Na przykład:
- Zjadając niesmaczny (niejadalny) obiekt zidentyfikujemy go jako "trucizna" i zostanie wtedy bezpośrednio aktywowana emocja wstrętu. Jej następstwem jest konkretne zachowanie (np. wymiotowanie), którego celem jest pozbycie się obiektu z organizmu.